# Chirurgie oculaire

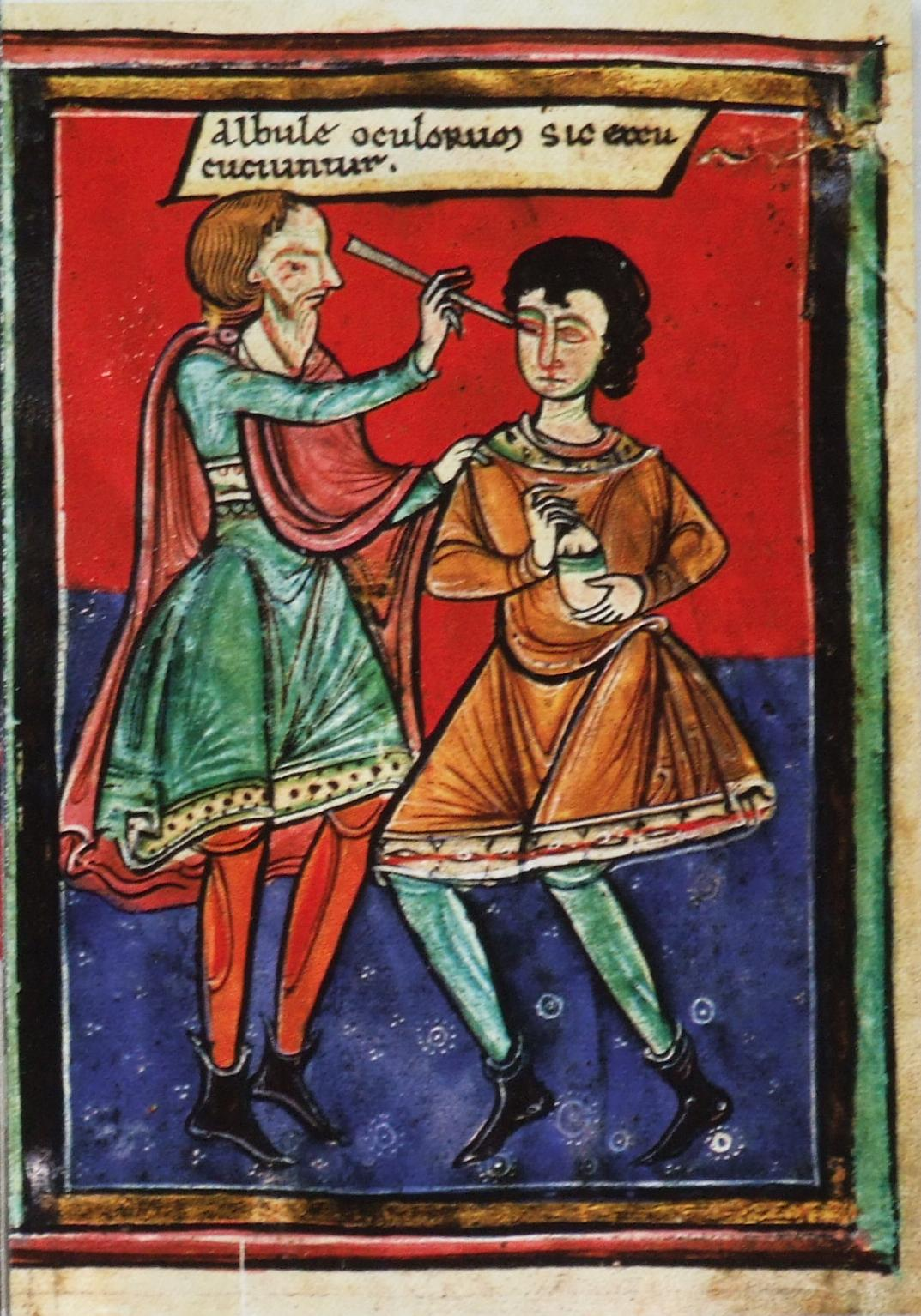
Opération de l’œil au Moyen Âge.

La chirurgie de l’œil, également connue sous le nom de chirurgie ophtalmologique ou chirurgie oculaire, est la chirurgie exécutée sur l'œil et ses annexes, généralement par un ophtalmologue. Bien que la plupart des interventions chirurgicales sur l'œil puissent être exécutés par n’importe quel ophtalmologue expérimenté, les procédures les plus complexes sont habituellement données à des médecins qualifiés et reconnus.

## Préparation et précautions

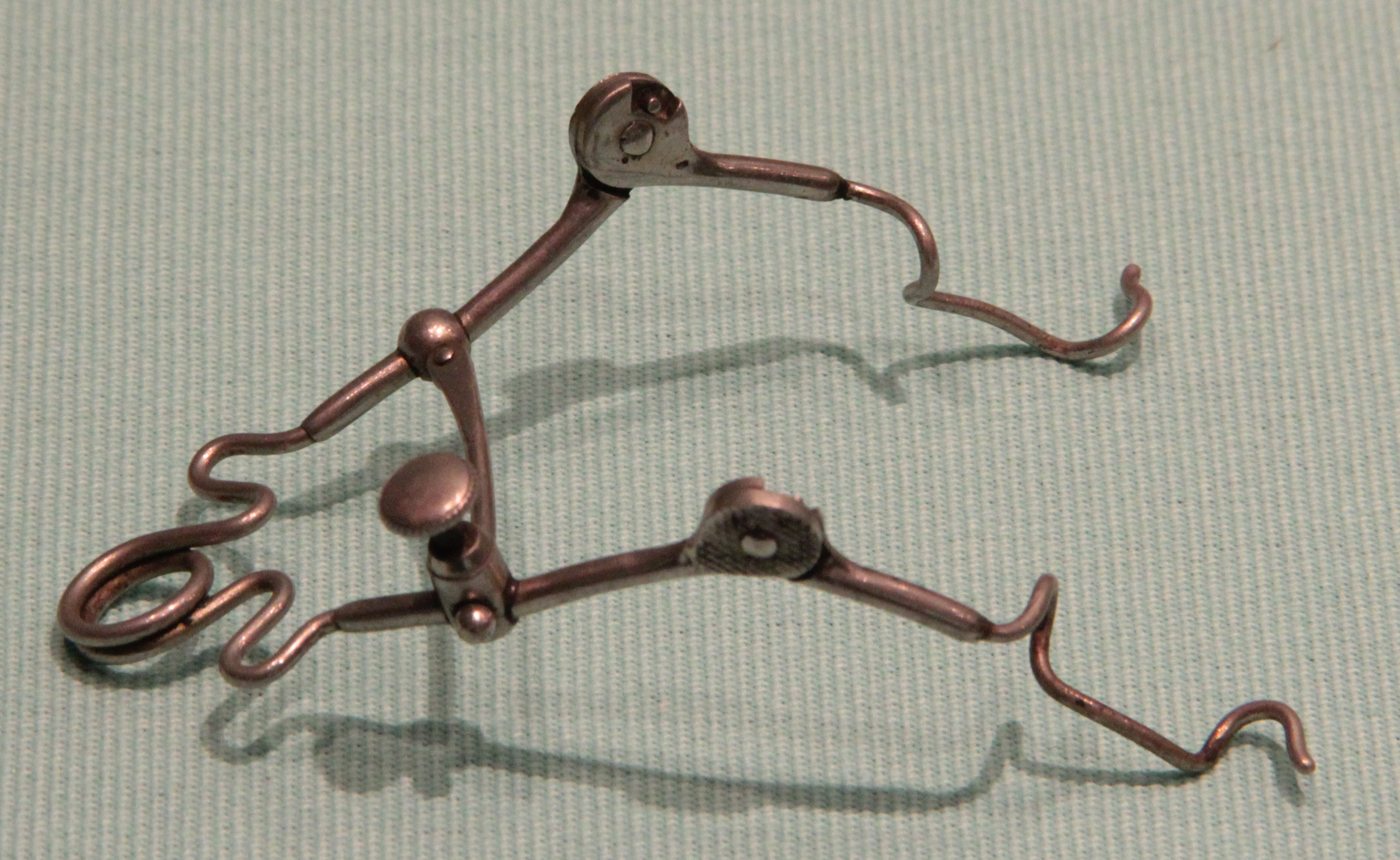
Un blépharostat utilisé au début du XXe siècle.

L'œil est un organe sensible, qui requiert des soins extrêmement exigeants avant, pendant et après l’opération chirurgicale. Le chirurgien ophtalmologue qui intervient doit donc prendre toutes ses responsabilités et identifier les bonnes façons de procéder afin de mener son opération sans risque. Beaucoup de programmes universitaires aux États-Unis permettent à des patients d'indiquer s'ils acceptent d’être opérés par un interne ou alors s’ils refusent explicitement et veulent vraiment avoir affaire à un médecin qualifié.
L'anesthésie est une nécessité pour n'importe quelle chirurgie d'œil. L'anesthésie locale est en règle générale la plus employée. Des techniques d’injection et d’infiltration de produit anesthésiant au niveau sous-cortical sont employées pour immobiliser les muscles extra-oculaires et éliminer la sensation de douleur. L'anesthésie locale emploie souvent des gels à base de lidocaïne qui est préférée pour les opérations rapides. Pour l’anesthésie locale, la coopération du patient est la meilleure chose pour une procédure se déroulant en douceur. L’anesthésie générale quant à elle, est recommandée pour les enfants, pour des lésions traumatiques de l’œil, pour la plus grande partie des orbitotomies et pour les patients ayant de l’appréhension. Une surveillance cardiovasculaire est préférable pendant l'anesthésie locale et est obligatoire pour l'anesthésie générale. Des précautions appropriées au niveau de la stérilité sont prises pour préparer la zone qui va subir l’opération, y compris par l'utilisation d’antiseptiques comme la bétadine. Être vêtus de blouses, et gants stériles est bien sûr obligatoire. Une poche en plastique avec un réceptacle aide à récupérer les fluides pendant la phacoémulsification. Un blépharostat, sorte de spéculum adapté pour les yeux est inséré dans les culs-de-sac conjonctivaux pour maintenir les paupières ouvertes.

## Chirurgie laser et chirurgie réfractive
Bien que les termes de chirurgie laser et chirurgie réfractive soient généralement employés comme s’ils étaient interchangeables, ce n’est en effet pas le cas. Le laser peut être utilisé pour traiter des affections  non réfractives (par exemple pour sceller une déchirure rétinienne), tandis que la kératotomie radiaire est un exemple de chirurgie réfractive sans utilisation d'un laser.

## Chirurgie de la cataracte

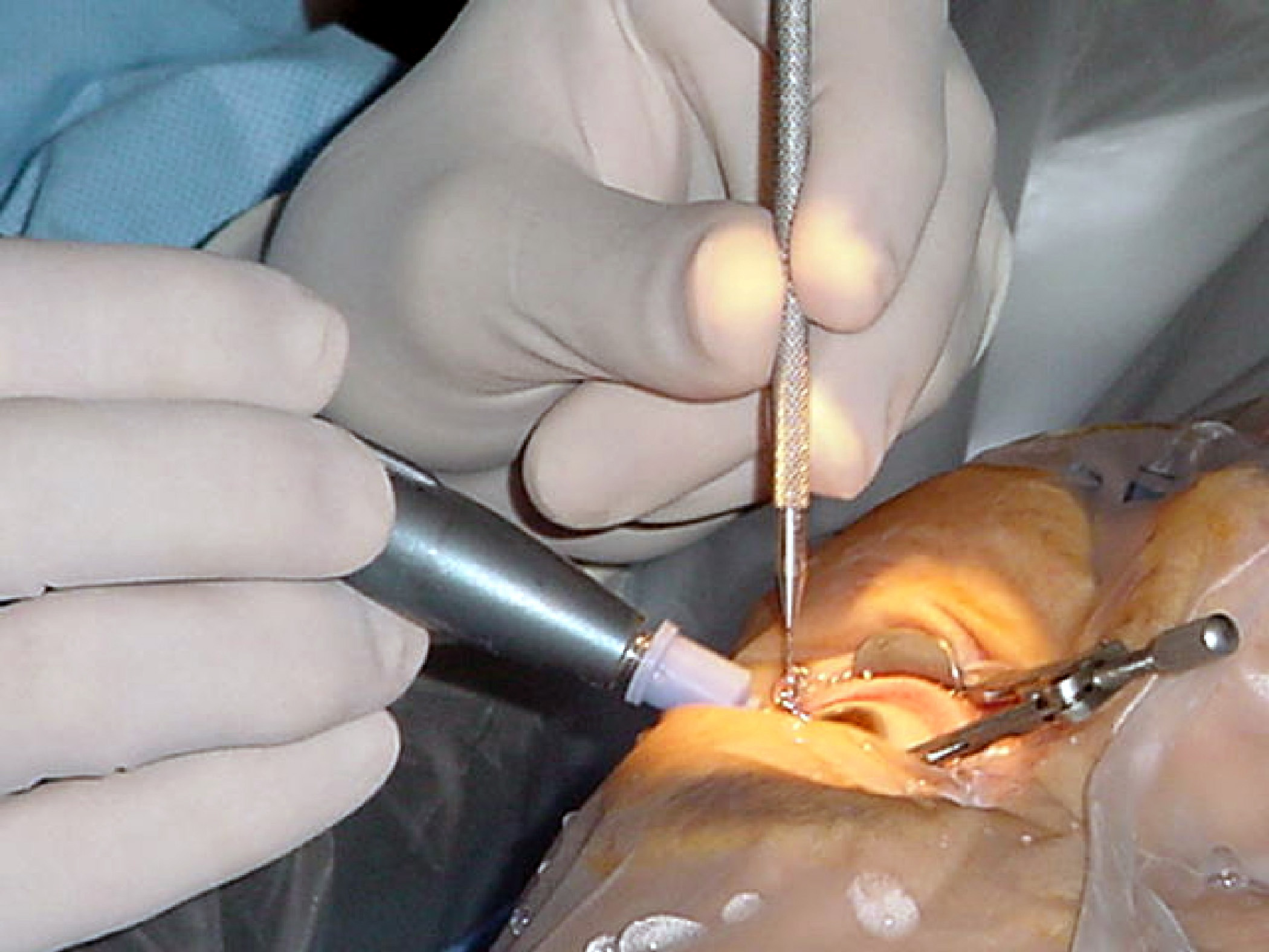
Chirurgie de la cataracte avec dans la main droite du médecin une sonde permettant la phacoémulsification

La cataracte est l'opacification du cristallin. Cette opacification est responsable d'une baisse progressive de la vue, au début accompagnée de gêne à la lumière (photophobie), d'éblouissements, ou de la perception d'un "voile visuel"  . Cette baisse de la vision peut être rapide (quelques heures) à cause d'un traumatisme.
Si la perte de vue est significative, l’opération chirurgicale peut être justifiée, la perte de vue peut être récupérée par le remplacement du cristallin par un cristallin artificiel (implant intraoculaire). Cette opération, la phacoémulsification, est l’une des plus communes en chirurgie de l’œil.

## Chirurgie des glaucomes
Le glaucome est un groupe de maladies affectant le nerf optique ayant pour résultat la perte de la vision, cette affection est fréquemment caractérisée par une augmentation de la pression intraoculaire. Il existe plusieurs moyens de traiter les glaucomes par la chirurgie, différentes combinaisons ou variations sur l’acte chirurgical permettant d’évacuer les humeurs aqueuses de l’œil afin de faire baisser cette pression intraoculaire. Les principales méthodes de chirurgie filtrante sont :
- la trabéculectomie ;
- la sclérectomie profonde non perforante (en) ;
- les valves de drainage ;
- les chirurgies mini-invasives (en) (MIGS).

## Chirurgie réfractive
La chirurgie réfractive vise à corriger les erreurs de réfraction de l'œil, réduisant ou éliminant le besoin du port de verres correcteurs.
Les principales chirurgies contemporaines sont :
- la kératomileusis (en) laser in situ (Lasik) ;
- la photokératectomie réfractive (PKR) ;
- l'extraction lenticulaire par petite incision (SMILE) ;
- le presbyopic lens exchange (PRELEX).

Les chirurgies abandonnées sont :
- la kératoplastie thermique au laser (en) (LTK) ;
- la kératoplastie conductive qui utilise des fréquences radio pour rétrécir le collagène de la cornée, utilisée pour corriger l’hypermétropie ;
- les limbal relaxing incisions (en) (LRI) ;
- la kératotomie astigmatique ;
- la kératotomie radiaire ;
- la kératotomie hexagonale ;
- l'épikératophakie.

Les amétropies corrigées sont :
- la myopie : Lasik, PKR, SMILE ;
- l'hypermétropie : Lasik ;
- l'astigmatisme : Lasik, PKR, SMILE ;
- la presbytie : Lasik, PKR, SMILE, PRELEX.

## Chirurgie de la cornée
La chirurgie de la cornée concerne les opérations suivantes :
- la transplantation chirurgicale de la cornée, employée pour enlever une cornée opaque et pour la remplacer par une cornée claire :
  - la kératoplastie pénétrante,
  - les greffes lamellaires (DALK et DMEK) ;
- la kératectomie photo-thérapeutique ;
- l'excision d’un pterygium.

## Chirurgie vitréo-rétinienne

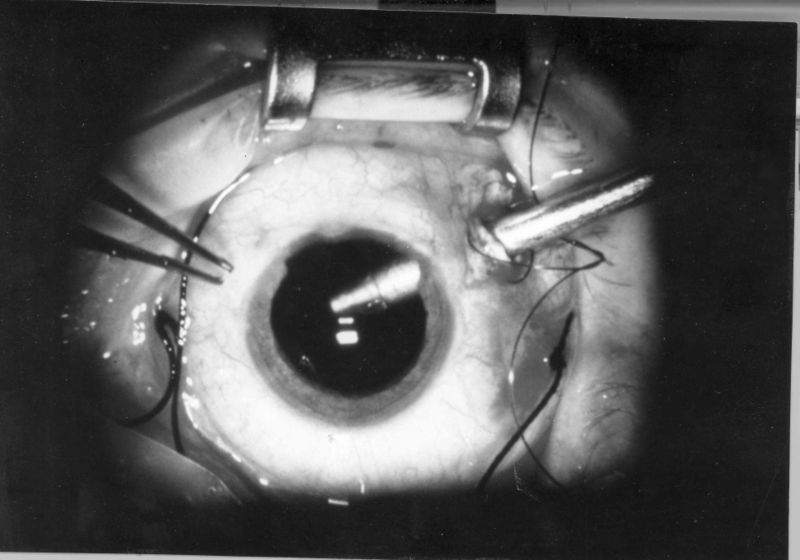
Vitrectomie

La chirurgie vitréo-rétinienne inclut les opérations suivantes :
- la vitrectomie :
  - la vitrectomie antérieure, utilisée dans certains cas de cataracte et de glaucome,
  - la vitrectomie pars plana (PPV) ou vitrectomie trois voies (V3V), un procédé pour enlever les opacités des membranes vitreuses par une incision de la pars plana, souvent combiné avec d’autres procédés intra-oculaires ;
- la cryoindentation, première technique moderne pour traiter les décollements de la rétine. Elle consiste à cautériser la déchirure à l'aide d'une sonde de froid (cryo-) puis à fixer une bande en silicone sous les muscles oculomoteurs afin d'appuyer sur la sclère et la rapprocher de la déchirure (indentation) ;
- la photo-coagulation panrétinienne, un traitement par photo-coagulation utilisé notamment pour le traitement de la rétinopathie diabétique ;
- les injections intravitréennes, qui permettent le traitement des néovaissaux rétiniens.

Les pathologies traitées sont :
- le décollement de la rétine ;
- les membranes épirétiniennes ;
- les hémorragies du vitré ;
- les trous maculaires ;
- les tractions vitréomaculaires.

## Chirurgie des muscles des yeux
La chirurgie des muscles des yeux est surtout utilisée pour corriger des défauts de strabisme par les opérations suivantes :
- les procédures de relâchement des muscles :
  - la récession, qui implique de déplacer l'insertion du muscle postérieur vers son origine,
  - la myectomie,
  - la myotomie,
  - la ténectomie,
  - la ténotomie ;
- les procédures de renforcement des muscles :
  - la résection,
  - le repliage,
  - l'avancement des muscles, qui consiste à déplacer vers l’avant l’attache d’un muscle précédemment située plus vers l’arrière sur le globe oculaire ;
- les transpositions, procédures de repositionnement.

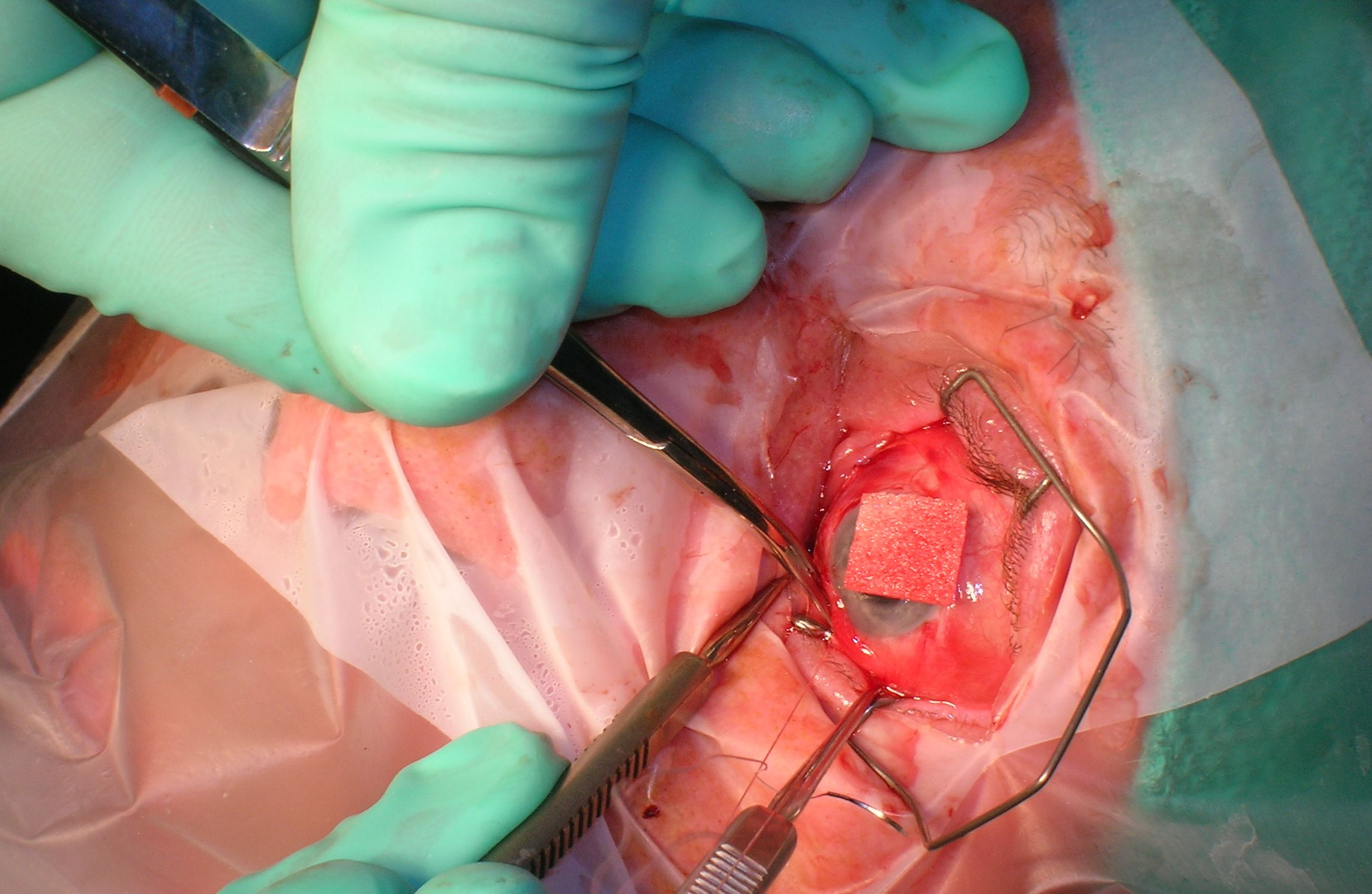
Consolidation du muscle rectus inférieur
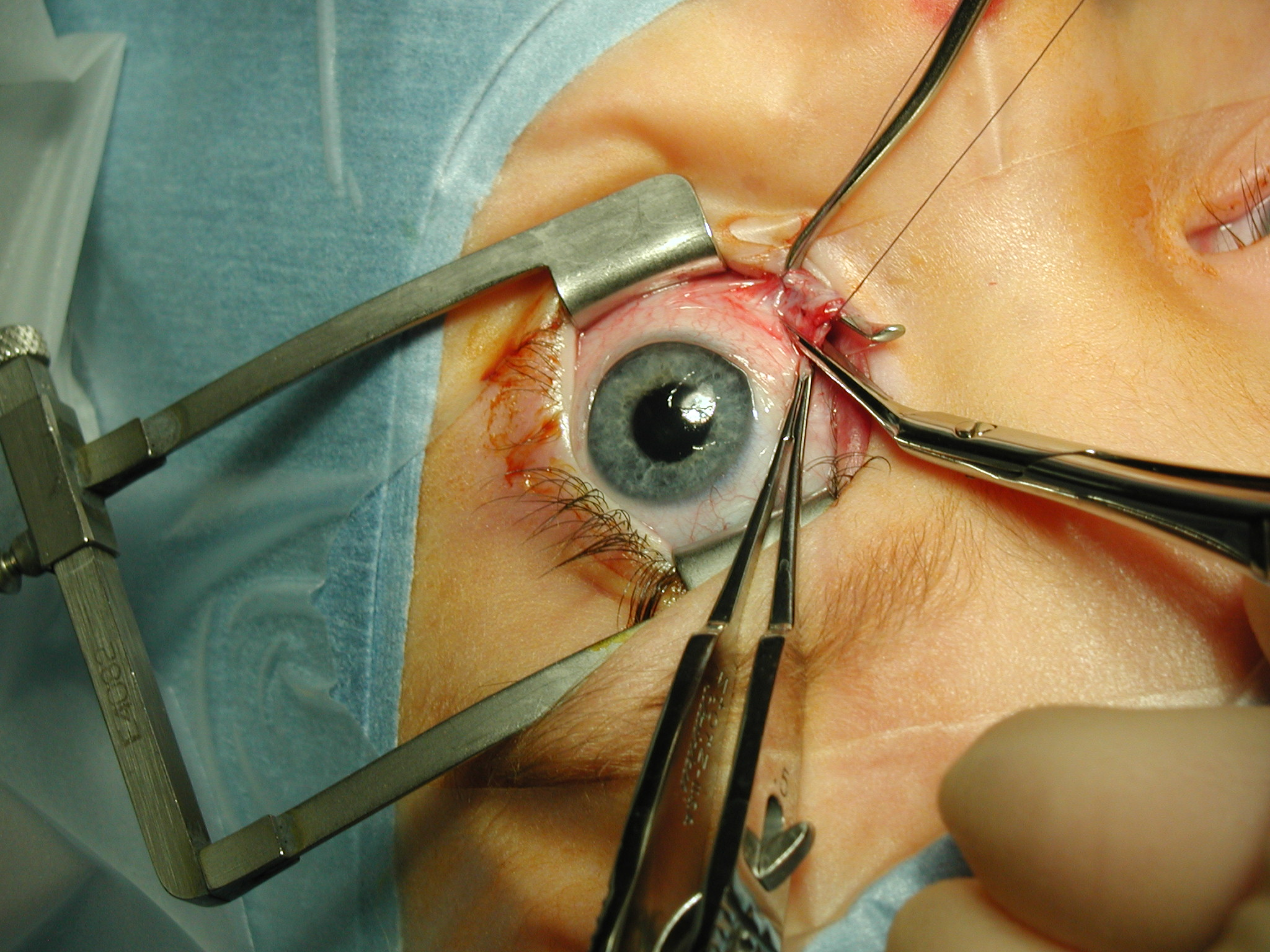
Désinsertion du muscle rectus medialis

## Chirurgie oculoplastique
La chirurgie oculoplastique ou oculoplastie, est une spécialité de l’ophtalmologie qui s’occupe de la chirurgie réparatrice et plastique de l'œil et de ses annexes.